# Trilluxe

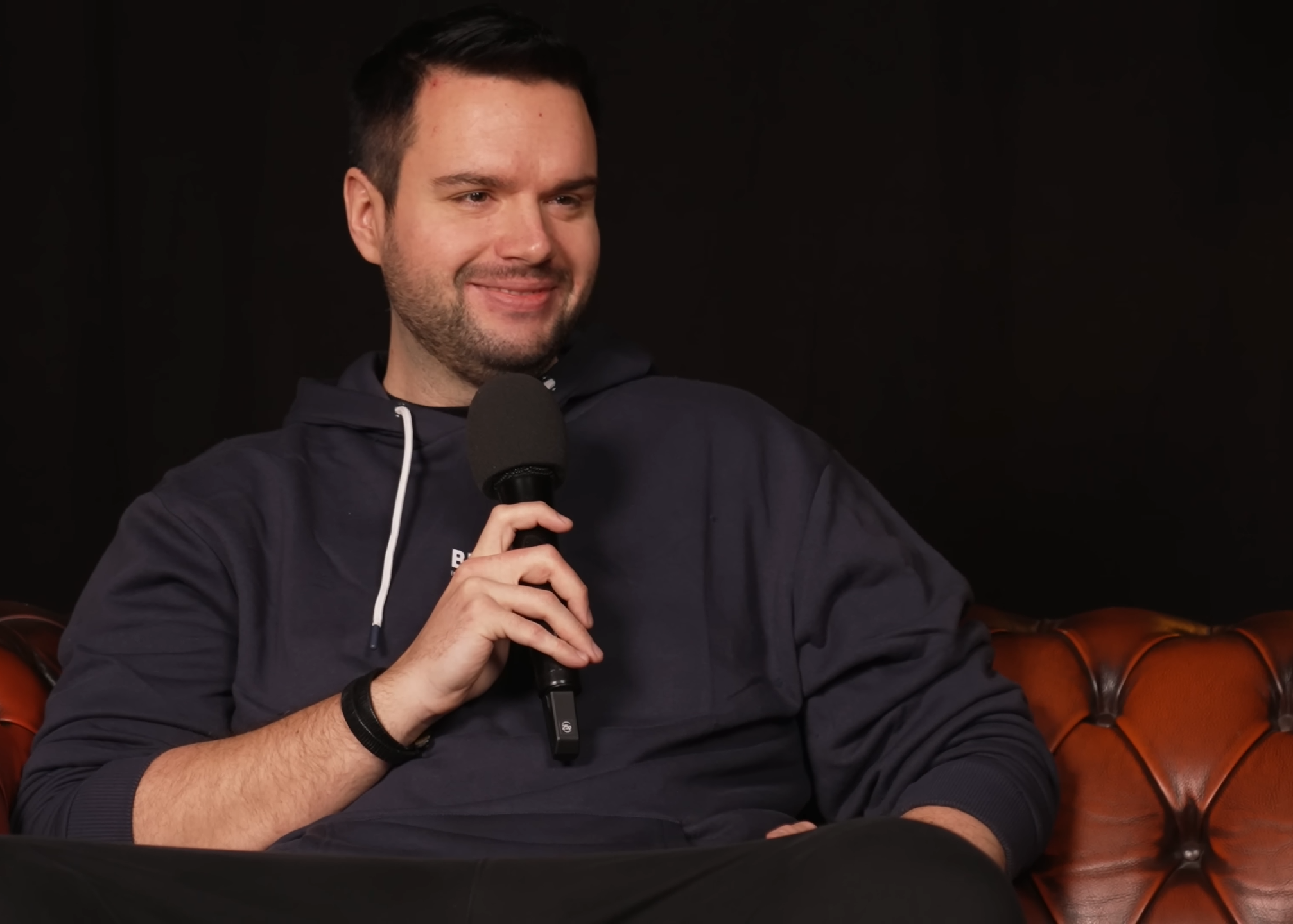
Trilluxe bei der "History of BIG Beards" mit Berlin International Gaming

Trilluxe (* 22. März 1993; bürgerlich Lennart K.; Eigenschreibweise: TrilluXe) ist ein deutscher Webvideoproduzent und Streamer.

## Persönliches
Trilluxe wuchs in Duisburg auf und begann ein Studium der Medien- und Kommunikationsinformatik, was er schließlich abbrach, um sich ganz auf seine Tätigkeit als Streamer zu konzentrieren. Im Jahr 2017 zog er in die Schweiz, wo er zur Zeit immer noch lebt.
Trilluxe hat eine jüngere Schwester Steve, die ebenfalls in einigen seiner Videos zu sehen ist.

## Karriere
Trilluxe gründete bereits im Jahr 2008 seinen ersten Youtube-Kanal TrilluXeCS, auf dem er zuerst einige Video zu dem Rennspiel Trackmania veröffentlichte. Ab März 2013 fing er an, englischsprachige Videos zu dem Online-Taktik-Shooter Counter-Strike: Global Offensive zu veröffentlichen. Im April 2014 gründete er den jetzigen Hauptkanal TrilluXe, auf dem seitdem überwiegend Videos zu Counter-Strike erscheinen. Seit dem 26. Oktober 2014 ist Trilluxe Twitch-Partner und seit dem Jahr 2015 streamte er hauptberuflich.
Im Jahr 2023 war Trilluxe bei den StreamAwards in der Kategorie „Bester Gaming Moment“ nominiert. Derzeit ist Trilluxe auf Platz 45. der meistgefolgten deutschsprachigen Twitch-Kanäle. 
Im April 2024 sorgte Trilluxe für Aufmerksamkeit, als die Süddeutsche Zeitung ein Bild, auf dem er zu sehen war, als Titelbild für einen Artikeln über Impotenz bei Gamern verwendete. Nachdem unter anderem Trilluxe selbst dies ansprach, wurde das Titelbild geändert.
Neben Counter-Strike ist Trilluxe immer noch aktiv in der Trackmania-Szene. Er ist sowohl als Spieler, als auch als Manager für das Team Schweinaim aktiv und hat darüber hinaus einige internationale Turniere kommentiert.

## Trivia
- Trilluxe wurde von Valve am 25. April 2022 in den Release Notes von Counter-Strike: Global Offensive erwähnt.[6]